# Koreabugten
Koreabugten (bliver også kaldt for Vest-Korea-bugten) ligger i den nordlige del af det Gule Hav mellem Liaodonghalvøen i Kina i vest og Koreahalvøen i øst. Øst for bugten ligger Bohaihavet vest for Dalian i Kina.
Yalufloden markerer den kinesisk-koreanske grænse og løber ud i bugten, hvor den kinesiske by Dandong ligger på den vestre flodbred og den nordkoreanske by Sinŭiju ligger på østsiden.
39°N 124°Ø / 39°N 124°Ø
|  | Infoboks uden skabelon Denne artikel har en infoboks dannet af en tabel eller tilsvarende. |